# Explorations
Exploration è il decimo album in studio del tastierista statunitense Jordan Rudess, pubblicato nel 2014.

## Tracce
1. First Movement – 10:12
2. Second Movement – 6:53
3. Third Movement – 8:23
4. Screaming Head – 7:06
5. Shouri Now – 2:42
6. The Untouchable Truth – 4:37
7. Over the Edge – 6:15
8. A Pledge to You – 3:16

## Formazione
- Jordan Rudess – tastiera, voce
- Bert Baldwin – voce, chitarra acustica
- Dave LaRue – basso
- Rod Morgenstein – batteria